# Szulok
Szulok là một thị trấn thuộc hạt Somogy, Hungary. Thị trấn này có diện tích 27,91 km², dân số năm 2010 là 601 người, mật độ 22 người/km².